# Foto Çami
Foto Çami (* 1925 in Gjirokastra) ist ein ehemaliger albanischer Politiker der Partei der Arbeit Albaniens (PPSh).

## Biografie
1970 wurde er erstmals zum Abgeordneten der Volksversammlung (Kuvendi Popullor) gewählt und gehörte dieser zunächst für die siebte Wahlperiode bis 1974 an. Der zur sogenannten Intelligenzija der Partei zählende Politiker wurde 1971 zum Mitglied des Zentralkomitees (ZK) gewählt.
Çami war mehrere Jahre lang 1. Sekretär der PPSh von Tirana. Auf dem 8. Parteitag der PPSh wurde er im November 1981 darüber hinaus zum Kandidaten des Politbüros der PPSh gewählt. Zwischen 1982 und 1991 war er während der zehnten und elften Legislaturperiode wiederum Abgeordneter der Volksversammlung.
Im Juli 1985 wurde er als Nachfolger des zum Ersten Sekretär der PPSh gewählten Ramiz Alia schließlich Sekretär des ZK der PPSh. Nachfolger als 1. Sekretär der PPSh von Tirana wurde Pirro Kondi, ein als Hardliner bekannter Schwager des 1979 verstorbenen einflussreichen ZK-Sekretärs Hysni Kapo. Er verfasste in der Parteizeitung  Zëri i Popullit mehrere Lobesartikel über den 1985 verstorbenen Ersten Sekretär Enver Hoxha, in denen er allerdings nicht wie üblich parteiinterne Gegner Hoxhas wie Koçi Xoxe, Beqir Balluku, Mehmet Shehu und andere angriff.
Auf dem 9. Parteitag der PPSh erfolgte im November 1986 seine Wahl zum Mitglied des Politbüros. Diesem obersten Gremium der Partei gehörte er bis zu seinem Ausscheiden im Dezember 1990 an.
1993 wurde gegen Çami und neun weitere ehemalige hochrangige Funktionäre (Muho Asllani, Besnik Bekteshi, Vangjel Çërrava, Hajredin Çeliku, Lenka Çuko, Llambi Gegprifti, Qirjako Mihali, Pali Miska und Prokop Murra) Anklage wegen Bereicherung an öffentlichen Geldern erhoben. Wegen dieser Straftaten kam es schließlich zu Verurteilungen durch ein Gericht in Tirana mit folgenden Freiheitsstrafen: Mihali und Gegprifti jeweils acht Jahre, Miska und Çuko jeweils sieben Jahre, Çami, Çeliku und Bekteshi jeweils sechs Jahre sowie Çërrava, Murra und Asllani jeweils fünf Jahre.